# Mira Lobe
Mira Lobe (nacida Hilde Mirjam Rosenthal; Görlitz, Silesia, 17 de septiembre de 1913 - Viena, 6 de febrero de 1995) fue una escritora austríaca de literatura infantil.
Escribió más de 100 libros, la mayoría de los cuales han sido traducidos a varios idiomas, entre ellos el español, como El rey Túnix, El fantasma de palacio, La nariz de Moritz o Ingo y Drago. Sus obras contienen siempre un toque de humor y fantasía, y se caracterizan por el compromiso humano y social, la tolerancia, la defensa de los derechos de los niños, los marginados y los más débiles.

## Biografía
Mira Lobe nació el 17 de septiembre de  1913 en Görlitz, una ciudad de la antigua provincia de Silesia del Reino de Prusia (actual Alemania), en el seno de una acomodada familia de comerciantes de origen judío y de orientación socialdemócrata. Su padre, Martin Paul Rosenthal, era socio de una destilería de licores y dirigía el coro de la sinagoga de Görlitz. Su madre, Nanni Berta Elsa Matzdorff, participaba en asociaciones artísticas y literarias. Los padres de Mira se preocuparon por inculcarle una conciencia de justicia social. Mira destacó en redacción en la escuela y comenzó a escribir cuentos ya de niña.

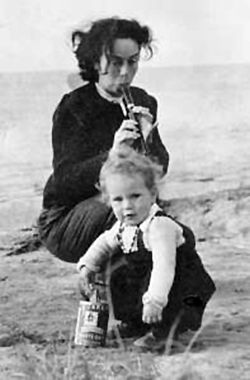
Mira Lobe en 1945, tocando la flauta dulce y con su hija Claudia en Israel (entonces Mandato británico de Palestina).

Su padre murió cuando ella tenía 14 años y, debido a ello, su madre se mudó a la ciudad de Friedeberg (actual Mirsk, en Polonia) con su abuela, y ella se fue a vivir a Rabenberg, en los Montes Metálicos, con la familia de un maestro. En 1933, después de graduarse de la escuela secundaria, se mudó a la capital, Berlín, y se matriculó en Periodismo en la Universidad de Berlín. Tras la prohibición del régimen nazi de que los judíos estudiaran en las universidades, se vio obligada a abandonar sus estudios y comenzó a estudiar corte y confección en una escuela de moda de Berlín. Al mismo tiempo, se unió a un movimiento juvenil sionista y aprendió hebreo. En 1936 emigró a Palestina, donde trabajó como limpiadora, empleada doméstica, costurera y encuadernadora. En 1940 se casó con el actor y director de teatro alemán Friedrich Lobe, que trabajaba en el Teatro Ohel de Tel Aviv, y con quien tuvo dos hijos. En 1943, mientras esperaba a su primogénita, Claudia, Mira Lobe volvió a escribir y a ilustrar libros infantiles. Su segundo hijo, Reinhardt, nació en 1947. En 1948 publicó en Tel Aviv su primer libro, Insu Pu, en lengua hebrea, muy influido por el contexto del nacionalsocialismo y la Segunda Guerra Mundial. Cuenta la historia de once chicos que emigran a Terrania en busca de la paz y acaban en una isla desierta.
Tres años más tarde, Lobe se trasladó con su familia a Viena, la capital de Austria, porque a su marido le habían ofrecido un contrato en el "Nuevo Teatro de La Scala". Allí trabajó como asesora editorial y continuó con su labor literaria. Adoptó la nacionalidad austríaca y se afilió al Partido Comunista de Austria (KPÖ), en el que militaría hasta 1956. Mientras trabajaba en el libro El zoo se va de viaje (Der Tiergarten reißt aus), publicado en Austria en 1953, conoció a Susi Weigel, una artista gráfica que ilustró muchos de sus libros. Durante aquellos años, Lobe publicó en la editorial comunista Globus y en la editorial vienesa Schönbrunn, también cercana al KPÖ, y escribió numerosos artículos en el periódico infantil Unsere Zeitung, que publicaba la asociación Demokratische Vereinigung Kinderland, afiliada al KPÖ.

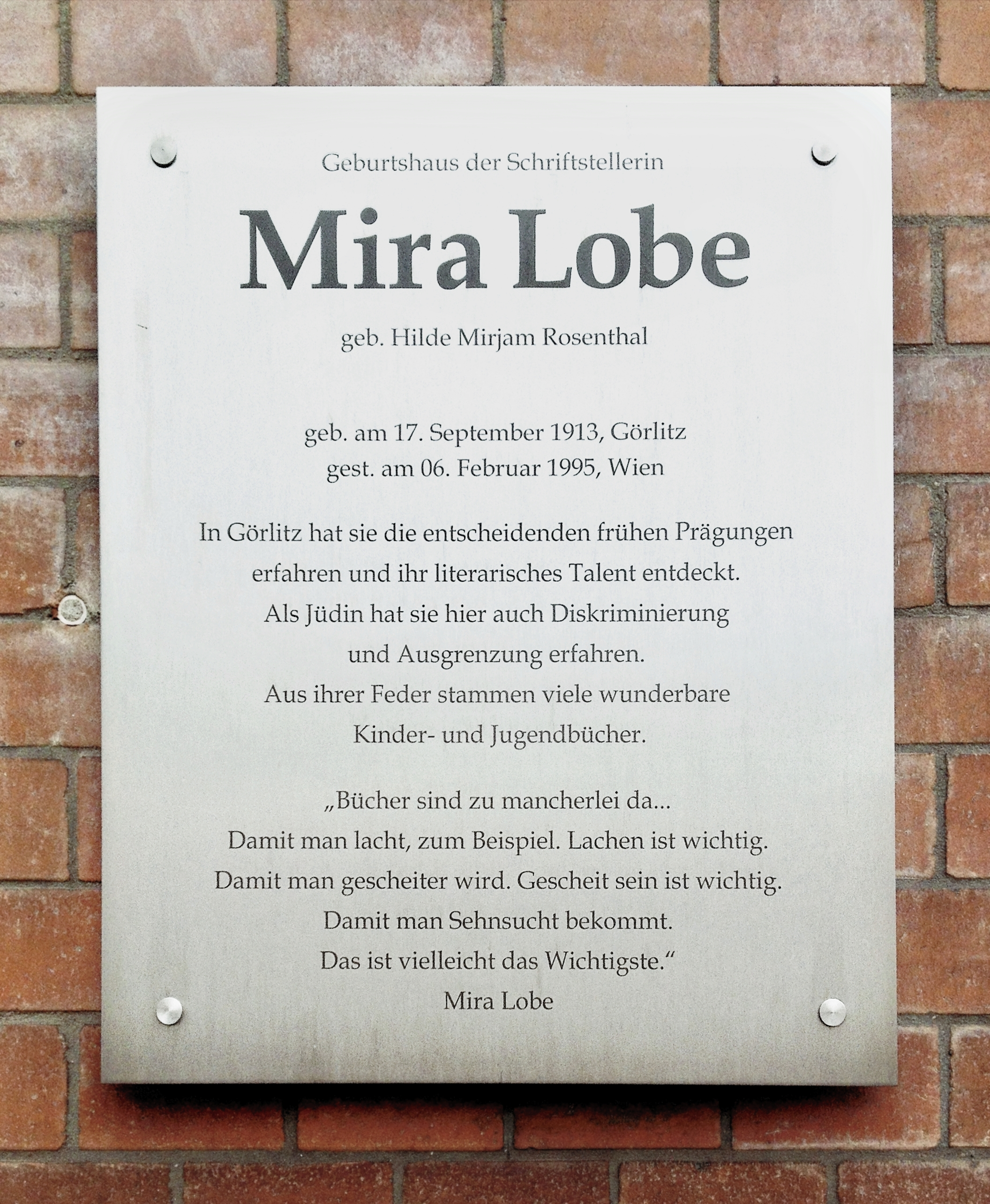
Placa conmemorativa en la casa natal de Mira Lobe en Görlitz (Alemania), inaugurada en 2013, con motivo del centenario de su nacimiento.

En 1957, un año después del cierre del "Scala" y después de que a su marido le ofrecieran trabajo en el Deutsches Theater, la familia Lobe se vio obligada a trasladarse a Berlín Oriental. Sólo un año después regresaron a Viena, ya que a Friedrich Lobe le había salido otro empleo en el Theater in der Josefstadt. Murió de un derrame cerebral el 20 de noviembre de 1958. Aquel mismo año, Mira Lobe obtuvo su primer reconocimiento oficial, el Premio Nacional Austriaco de Literatura Infantil por Titi im Urwald (Titi en la jungla).
Fue la guionista de la miniserie La isla de los niños (Children's Island, 1984), una producción británica para televisión inspirada en su exitoso libro Insu-Pu.

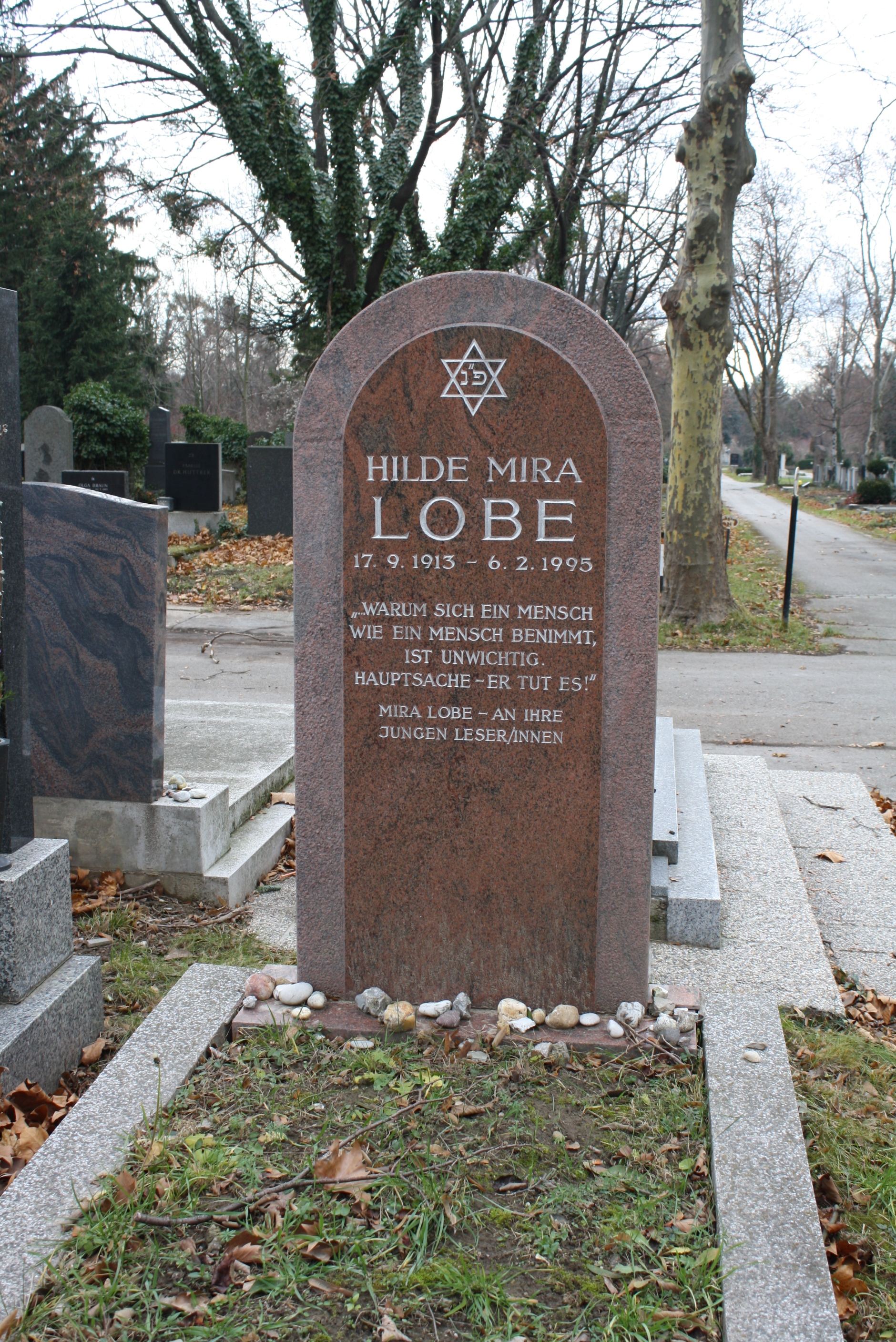
Tumba de Mira Lobe en el Cementerio central de Viena

Mira Lobe murió en Viena el 6 de febrero de 1995, dejando una de las obras más extensas de la literatura infantil y juvenil austriaca, por la que recibió numerosos premios y reconocimientos: ganó el Premio Nacional de Literatura Juvenil de Austria (1958 y 1965) y también obtuvo en cuatro ocasiones (1961, 1965, 1968 y 1970) el Premio Ciudad de Viena.

## Obras traducidas al español
- El fantasma de palacio (1985)
- El rey Túnix (1986)
- Berni (1986)
- La nariz de Moritz (1987)
- Ingo y Drago (1987)
- Abracadabra, pata de cabra (1989)
- El lazo rojo (1990)
- La novia del bandolero (1991)
- El osito saltarín (1991)
- El problema de Enrique (1993)
- Más travesuras del fantasma de palacio (1993)
- El zoo se va de viaje (1996)
- La abuelita en el manzano (2002)
- Insu-Pu: La isla de los niños perdidos (2007)